# Ruta de Illinois 159
La Ruta de Illinois 159, y abreviada IL 159 (en inglés: Illinois Route 159) es una carretera estatal estadounidense ubicada en el estado de Illinois. La carretera inicia en el oeste desde la IL 3  , GRR 1   en Red Bud hacia el este en la IL 16     en Royal Lakes. La carretera tiene una longitud de 104,4 km (64.90 mi).

## Mantenimiento
Al igual que las autopistas interestatales, y las rutas federales y el resto de carreteras estatales, la Ruta de Illinois 159 es administrada y mantenida por el Departamento de Transporte de Illinois por sus siglas en inglés IDOT.